# EBCL

Logo von EBC*L

European Business Competence* Licence (kurz: EBC*L; deutsch: Europäischer Wirtschaftsführerschein) ist ein Zertifizierungssystem, das betriebswirtschaftliche Kompetenz mit einem international einheitlichen Lernzielkatalog definiert und diese Kenntnisse mit einer international standardisierten Prüfung nachweist. Er entstand aus einer Initiative von Vertretern aus Wirtschaft, Verwaltung und Wissenschaft, die 2002 zur Verbreitung betriebswirtschaftlichen Kernwissens und unternehmerischen Denkens in Europa gegründet wurde. Der EBC*L konnte sich in 31 Ländern etablieren und die Prüfung kann in 24 Sprachen absolviert werden.

## Zielgruppe
Das nach einer einheitlichen Prüfung erteilte Zertifikat ist ein international anerkannter Standard der praxisorientierten wirtschaftlichen Aus- und Weiterbildung. Das Angebot richtet sich an Personen, die im Wirtschaftsleben stehen oder stehen werden, aber keine betriebswirtschaftliche Bildung absolviert haben bzw. vorhandene Kenntnisse auffrischen wollen. Absolventen sind Schüler, Studenten, Mitarbeiter, Arbeitssuchende, Gründer oder Unternehmer. Laut Testbericht der Stiftung Warentest vom März 2010 bietet der Europäische Wirtschaftsführerschein „praxisrelevantes betriebswirtschaftliches Kernwissen für alle Nicht-Kaufleute auf allen Hierarchieebenen.“

## Inhalte
Inhaltlich gliedert sich der europäische Wirtschaftsführerschein in drei Stufen:
- Stufe A – Allgemeinwissen. Diese Stufe behandelt die Themen Bilanzierung, Wirtschaftsrecht, Kostenrechnung, Kennzahlen bzw. Unternehmensziele[2].

- Stufe B – Planungswissen. Hierbei werden die Themen Businessplan, Marketing und Verkauf, Finanzplanung (Budgetierung) und Investitions- und Wirtschaftlichkeitsrechnung vermittelt.

- Stufe C – Führungswissen (seit 2011). Die letzte Stufe des Europäischen Wirtschaftsführerscheins richtet sich an Führungskräfte und deckt das Management von Personen, Organisationen und Prozessen sowie die Führung von Mitarbeitern ab.

Seit 2012 erhalten die Absolventen nach erfolgreich abgelegten Prüfungen A, B und C das Zertifikat EBCL Certified Manager.
Der Inhalt und Standard der Prüfungen ist durch das Kuratorium Wirtschaftskompetenz für Europa freigegeben worden.